# Temporada 1995-96 de los Boston Celtics
La temporada 1995-96 fue la quincuagésima de los Boston Celtics en la NBA. La temporada regular acabó con 33 victorias y 49 derrotas, acabando undécimos de la Conferencia Este, no logrando clasificarse para los playoffs.

## Elecciones en el Draft
| Ronda | Puesto | Jugador         | Posición | Nacionalidad   | Universidad/Club |
| ----- | ------ | --------------- | -------- | -------------- | ---------------- |
| 1     | 14     | Eric Williams   | Alero    | Estados Unidos | Providence       |
| 2     | 33     | Junior Burrough | Alero    | Estados Unidos | Virginia         |

## Temporada regular
| División Atlántico | División Atlántico | División Atlántico | División Atlántico | División Atlántico | División Atlántico | División Atlántico | División Atlántico | División Atlántico |
| Equipo             | G                  | P                  | %                  | PD                 | Casa               | Fuera              | Div                |                    |
| ------------------ | ------------------ | ------------------ | ------------------ | ------------------ | ------------------ | ------------------ | ------------------ | ------------------ |
| y-Orlando Magic    | 60                 | 22                 | .732               | –                  | 37–4               | 23–18              | 21–3               |                    |
| x-New York Knicks  | 47                 | 35                 | .573               | 13                 | 26–15              | 21–20              | 16–8               |                    |
| x-Miami Heat       | 42                 | 40                 | .512               | 18                 | 26–15              | 16–25              | 13–12              |                    |
| Washington Bullets | 39                 | 43                 | .476               | 21                 | 25–16              | 14–27              | 10–14              |                    |
| Boston Celtics     | 33                 | 49                 | .402               | 27                 | 18–23              | 15–26              | 12–12              |                    |
| New Jersey Nets    | 30                 | 52                 | .366               | 30                 | 20–21              | 10–31              | 8–17               |                    |
| Philadelphia 76ers | 18                 | 64                 | .220               | 42                 | 11–30              | 7–34               | 5–19               |                    |

## Estadísticas

### Temporada regular
| Rk | Jugador         | Edad | P  | PT | MP   | TC  | TCI  | %TC  | T3  | T3I | %T3  | TL  | TLI | %TL  | RO  | RD  | RT  | AS  | RB  | TAP | BP  | FP  | PTS  |
| -- | --------------- | ---- | -- | -- | ---- | --- | ---- | ---- | --- | --- | ---- | --- | --- | ---- | --- | --- | --- | --- | --- | --- | --- | --- | ---- |
| 1  | Dino Radja      | 28   | 53 | 52 | 37.4 | 8.0 | 16.1 | .500 | 0.0 | 0.0 |      | 3.6 | 5.2 | .695 | 2.1 | 7.7 | 9.8 | 1.6 | 0.9 | 1.5 | 2.2 | 3.0 | 19.7 |
| 2  | Rick Fox        | 26   | 81 | 81 | 32.0 | 5.2 | 11.5 | .454 | 1.2 | 3.4 | .364 | 2.4 | 3.1 | .772 | 2.0 | 3.6 | 5.6 | 4.6 | 1.4 | 0.5 | 2.7 | 3.6 | 14.0 |
| 3  | Dana Barros     | 28   | 80 | 25 | 29.1 | 4.7 | 10.1 | .470 | 1.9 | 4.6 | .408 | 1.6 | 1.8 | .884 | 0.3 | 2.1 | 2.4 | 3.8 | 0.7 | 0.0 | 1.5 | 1.5 | 13.0 |
| 4  | David Wesley    | 25   | 82 | 53 | 25.7 | 4.1 | 9.0  | .459 | 1.4 | 3.3 | .426 | 2.6 | 3.5 | .753 | 0.8 | 2.4 | 3.2 | 4.8 | 1.2 | 0.1 | 1.9 | 2.5 | 12.3 |
| 5  | Dee Brown       | 27   | 65 | 23 | 24.5 | 3.8 | 9.5  | .399 | 1.0 | 3.4 | .309 | 2.1 | 2.4 | .854 | 0.6 | 1.5 | 2.1 | 2.2 | 1.2 | 0.2 | 1.1 | 1.8 | 10.7 |
| 6  | Eric Montross   | 24   | 61 | 59 | 23.5 | 3.2 | 5.7  | .566 | 0.0 | 0.0 |      | 0.8 | 2.2 | .376 | 2.0 | 3.8 | 5.8 | 0.7 | 0.3 | 0.5 | 1.4 | 3.0 | 7.2  |
| 7  | Sherman Douglas | 29   | 10 | 4  | 23.4 | 3.6 | 8.4  | .429 | 0.1 | 0.7 | .143 | 2.5 | 4.0 | .625 | 0.6 | 1.7 | 2.3 | 3.9 | 0.2 | 0.0 | 2.9 | 1.6 | 9.8  |
| 8  | Eric Williams   | 23   | 64 | 6  | 23.0 | 3.8 | 8.5  | .441 | 0.0 | 0.2 | .300 | 3.1 | 4.7 | .671 | 1.4 | 2.0 | 3.4 | 1.1 | 0.9 | 0.2 | 1.4 | 2.3 | 10.7 |
| 9  | Todd Day        | 26   | 71 | 12 | 23.0 | 3.9 | 10.5 | .371 | 1.3 | 3.9 | .343 | 2.8 | 3.7 | .766 | 0.9 | 2.0 | 2.8 | 1.4 | 1.1 | 0.7 | 1.4 | 2.8 | 12.0 |
| 10 | Greg Minor      | 24   | 78 | 47 | 22.6 | 4.1 | 8.2  | .500 | 0.1 | 0.3 | .259 | 1.3 | 1.7 | .762 | 1.2 | 2.1 | 3.3 | 1.9 | 0.5 | 0.1 | 1.0 | 2.1 | 9.6  |
| 11 | Pervis Ellison  | 28   | 69 | 29 | 20.7 | 2.1 | 4.3  | .492 | 0.0 | 0.0 |      | 1.1 | 1.7 | .641 | 2.2 | 4.3 | 6.5 | 0.9 | 0.6 | 1.4 | 1.2 | 3.0 | 5.3  |
| 12 | Alton Lister    | 37   | 57 | 14 | 11.4 | 0.8 | 1.7  | .490 | 0.0 | 0.0 |      | 0.7 | 1.1 | .629 | 1.1 | 3.4 | 4.4 | 0.3 | 0.1 | 0.7 | 0.8 | 2.1 | 2.3  |
| 13 | Junior Burrough | 23   | 61 | 3  | 8.1  | 1.0 | 2.8  | .376 | 0.0 | 0.0 |      | 1.0 | 1.5 | .656 | 0.7 | 1.0 | 1.8 | 0.2 | 0.2 | 0.2 | 0.7 | 1.2 | 3.1  |
| 14 | Thomas Hamilton | 20   | 11 | 0  | 6.4  | 0.8 | 2.8  | .290 | 0.0 | 0.0 |      | 0.6 | 1.6 | .389 | 0.9 | 1.1 | 2.0 | 0.1 | 0.0 | 0.8 | 0.8 | 1.1 | 2.3  |
| 15 | Doug Smith      | 26   | 17 | 2  | 5.4  | 0.8 | 2.3  | .359 | 0.0 | 0.0 |      | 0.3 | 0.5 | .625 | 0.7 | 0.6 | 1.3 | 0.2 | 0.2 | 0.0 | 0.6 | 1.2 | 1.9  |
| 16 | Todd Mundt      | 25   | 9  | 0  | 3.7  | 0.3 | 1.0  | .333 | 0.0 | 0.0 |      | 0.0 | 0.0 |      | 0.1 | 0.2 | 0.3 | 0.1 | 0.1 | 0.1 | 0.0 | 0.7 | 0.7  |
| 17 | Charles Claxton | 25   | 3  | 0  | 2.3  | 0.3 | 0.7  | .500 | 0.0 | 0.0 |      | 0.0 | 0.7 | .000 | 0.7 | 0.0 | 0.7 | 0.0 | 0.0 | 0.3 | 0.3 | 1.3 | 0.7  |
| 18 | Larry Sykes     | 22   | 1  | 0  | 2.0  | 0.0 | 0.0  |      | 0.0 | 0.0 |      | 0.0 | 0.0 |      | 1.0 | 1.0 | 2.0 | 0.0 | 0.0 | 0.0 | 1.0 | 0.0 | 0.0  |